# Aram Bartholl

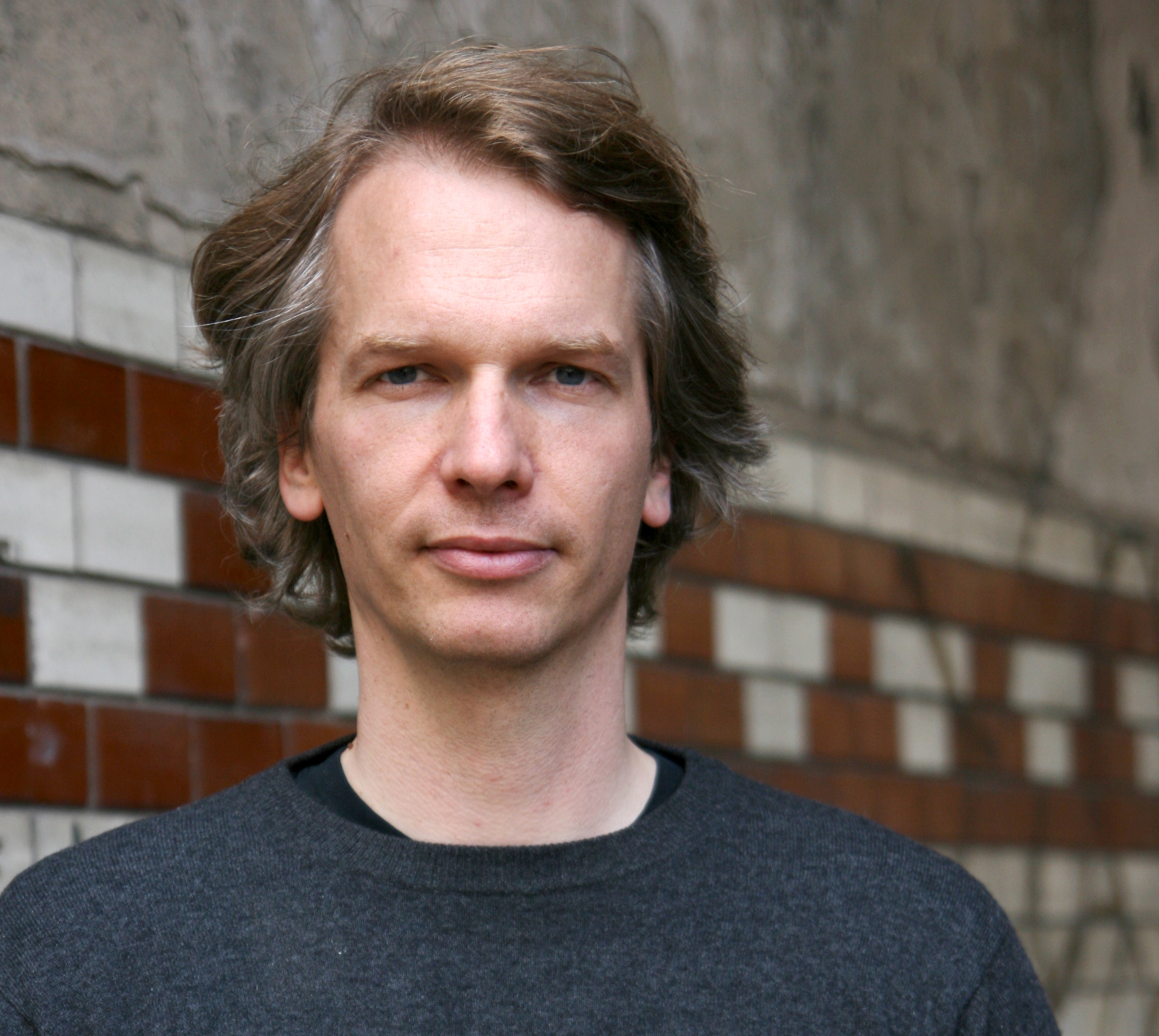
Aram Bartholl
Foto: Eva Paulsen 2011

Aram Bartholl (* 27. Dezember 1972 in Bremen) ist ein deutscher Medien- und Konzeptkünstler. Er ist Professor für Kunst mit dem Schwerpunkt digitale Medien an der HAW Hamburg.

## Leben
Aram Bartholl studierte Architektur an der Universität der Künste Berlin. 2001 beendete er sein Studium zum Diplom-Ingenieur und gewann mit seiner Abschlussarbeit "Bits on Location" den 2001 Browserday Wettbewerb. Während des Studiums absolvierte er ein neunmonatiges Praktikum in dem Architekturbüro MVRDV Rotterdam. Von 1996 bis 2000 war Bartholl Mitglied der Künstlergruppe Freies Fach (heute AnArchitektur), welche bekannt ist für ihre diskursive und interventionistische Thematisierung des öffentlichen Raums. Außerdem war er Teil der von Evan Roth and James Powderly gegründeten Web-Initiative Free Art and Technology Lab a.k.a. F.A.T. Lab, der er als Mitglied von 2009 bis zur Auflösung 2015 angehörte. Seit dem Wintersemester 2019 lehrt er als Professor für Kunst mit Schwerpunkt digitale Medien an der HAW Hamburg.
Bartholl lebt seit 1995 in Berlin.

## Werk
Aram Bartholl ist bekannt als Konzeptkünstler, der die Beziehungen zwischen der digitalen und physischen Welt untersucht und sich dabei auch mit Fragen von Anonymität und Privatsphäre auseinandersetzt.
Die teils interdisziplinären Arbeiten von Aram Bartholl lassen sich wesentlich der Medienkunst, Konzeptkunst, sowie Postdigitaler Kunst zuordnen. Sie werden unter anderem im Zusammenhang mit denen von Constant Dullaart und Evan Roth genannt. Umfassend untersucht Bartholl die Folgen digitaler Medien und die daraus resultierenden Veränderungen für die Gesellschaft. Er erlangte internationale Aufmerksamkeit für seine wegweisende Arbeit Map, eine Installation im öffentlichen Raum, die eine Verbindung zwischen der digitalen und realen Welt schafft. Aram Bartholls künstlerische Adaptionen existierender Computerspiele, wie in 1st Person Shooter, überbrücken auf ganz neue Art und Weise die virtuelle mit der physischen Wahrnehmung.
Er erprobte zudem neue kuratorische Formate zur Präsentation digitaler Kunst. In der Ausstellungsserie SPEED SHOW veranstaltete er galerieähnliche Eröffnungs-Events in lokalen Internetcafés, um browserbasierte Arbeiten verschiedener Künstler zu zeigen. 2014 kuratierte Bartholl die Ausstellung Full Screen, die auf verschiedenartigen Bildschirmen, tragbare Geräte eingeschlossen, digitale Kunstwerke unter anderem von Ai Weiwei, Constant Dullaart, Rafaël Rozendaal und Evan Roth präsentierte.
Seit 2015 ist Bartoll Gastprofessor an der Kunsthochschule Kassel, für Visuelle Kommunikation und Neue Medien. Zudem war während des Winter- und Sommersemesters 2016 Gastdozent am Broad Art Center UCLA, Los Angeles.

## Ausgewählte Arbeiten

### Keepalive
Keepalive ist eine permanent installierte Skulptur nahe Hartböhn in der Lüneburger Heide in Niedersachsen, die im Auftrag des Centre for Digital Cultures der Leuphana Universität Lüneburg realisiert wurde. Der Titel der Arbeit nimmt Bezug auf das gleichnamige Keepalive-signal, eine in gleichmäßigen Intervallen ausgesendete Nachrichteneinheit, die die Netzwerkverbindung zweier Geräte überprüft, um Fehler bei der Datenübertragung zu diagnostizieren oder die Internetverbindung stabil zu halten.
„Mit Keepalive wird der Stein selber zum Datenträger. In einer sehr archaischen aber auch konspirativen Art und Weise können Informationen lediglich lokal ausgetauscht werden, denn im Gegensatz zu weltweit vernetzten Servern, Services und Clouds ist dieser Stein nicht mit dem Internet verbunden. Man muss in die Natur gehen, um den Stein zu finden und ein Feuer machen, um die Datenquelle zu aktivieren“, erläutert Jennifer Bork die Arbeit Aram Bartholls und weist weiterhin darauf hin, dass er damit die Frage, was „Überleben“ in unserer heutigen Zeit bedeutet, neu formuliert.
Zudem beschrieb Domenico Quarant die Arbeit als postapokalyptische Quelle unseres Wissens: "...a fiction that ironically locates it in a post-apocalyptic, cyberpunk scenario where humanity has been “kept alive”, the internet is over and power is provided by fire  [...] it may once turn useful and even essential for a wandering Mad Max to survive, as the only remaining access point to basic information."

### Dead Drops

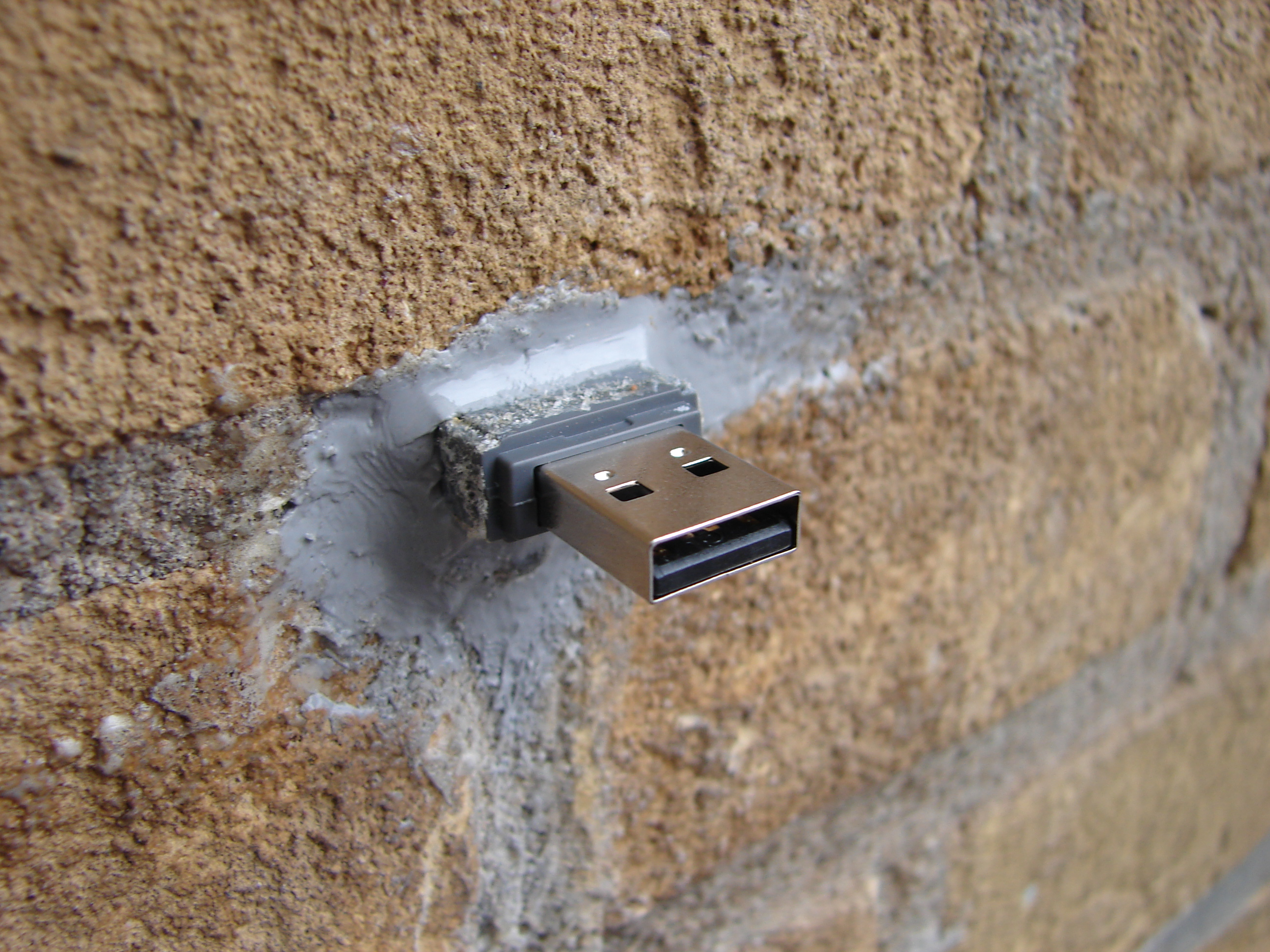
Dead Drops

Aram Bartholls fortlaufendes Projekt Dead Drops startete 2010 in New York an fünf öffentlichen Orten in der Stadt. Dead Drops sind ins Mauerwerk zementierte USB-Sticks, die als Peer-to-Peer-Stationen ein Netzwerk zum lokalen Datenaustausch ermöglichen. Das Projekt verbreitete sich rasendschnell überall auf der Welt – in den unterschiedlichsten Ländern, wie Südafrika, Ghana, Deutschland, Iran und Russland, wurden mehr als 1400 Exemplare der toten Briefkästen installiert.
Das Projekt wurde 2013 erweitert durch die Installation der DVD Dead Drop installation am American Museum of the Moving Image. Bartholl implantierte an der Seite des Museums einen DVD-Brenner, dessen unscheinbarer Laufwerksschlitz jederzeit für die Öffentlichkeit zugänglich ist. Besucher, die DVD Dead Drop entdecken und eine leere DVD-R zum Brennen einführen, erhalten eine von ausgewählten Künstlern und Aram Bartholl kuratierte digitale Ausstellung, eine Datensammlung oder weiteres Zusatzmaterial.

### Map

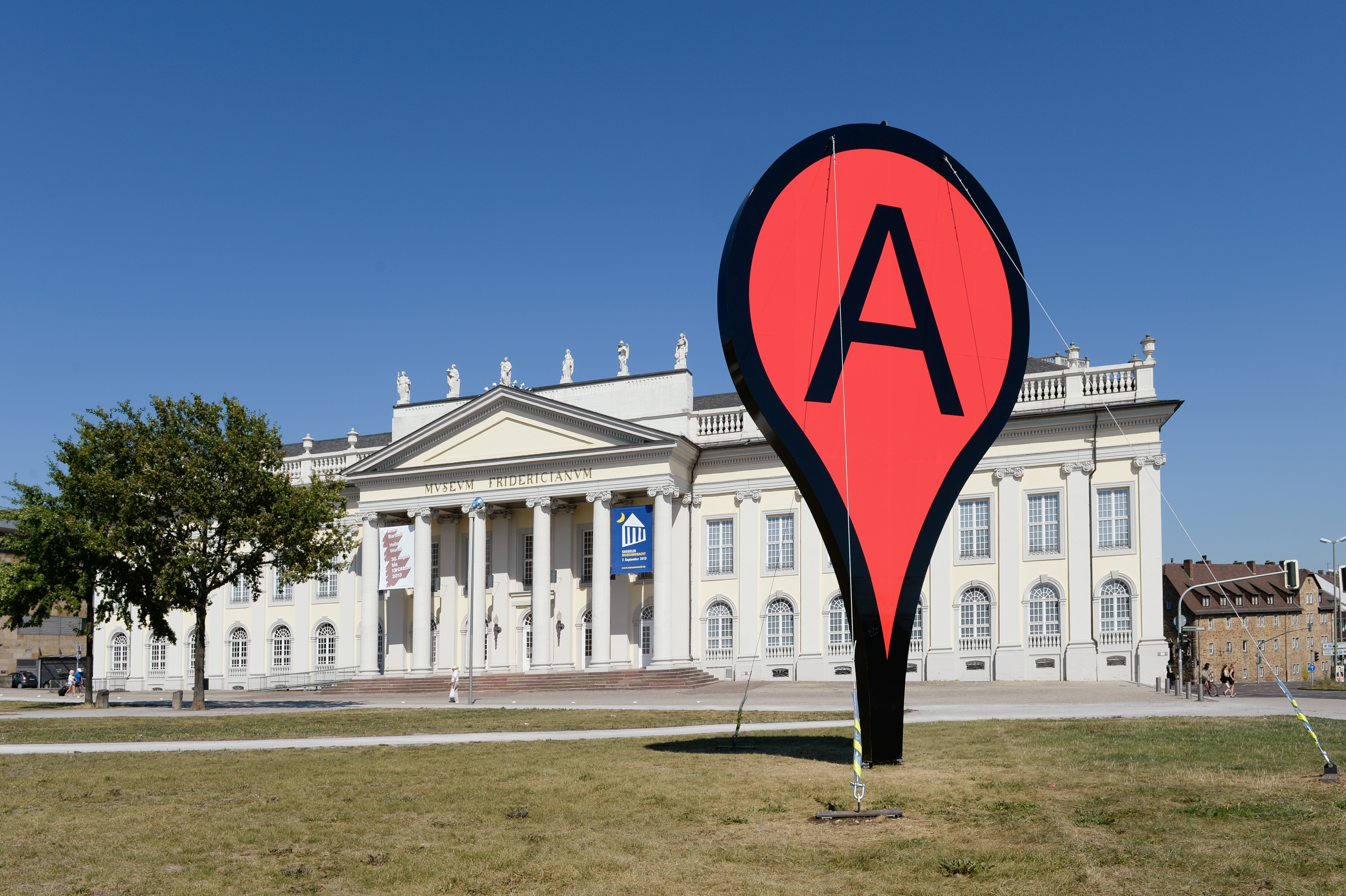
Map by Aram Bartholl at the show Hello World, Kasseler Kunstverein2013

2006 entwickelte Aram Bartholl erstmals Map, eine Installation im öffentlichen Raum. Dabei installiert Bartholl eine riesige, verräumlichte Darstellung des Google Maps pin exakt an der Stelle, die Google Maps als Zentrum einer Stadt bestimmt. Bespielte Orte waren bisher Taipeh, Berlin, Arles, Tallinn and Kassel. Jede Skulptur wird für jeweils drei Monate am Ort platziert und wird meist während einer Ausstellung oder einem gleichzeitig stattfindenden Festival gezeigt.
Die Serie wurde von ihm entwickelt, um den Betrachter auf die steigende Verschmelzung zwischen dem virtuellen und physischen Raum aufmerksam zu machen, sowie auf den Einfluss, den Anbieter von Kartografien auf unsere Wahrnehmung eines Ortes ausüben. Bartholls räumliche Repräsentation des Google-Maps-Pins zwingt die Betrachter dazu, die von digitalen Karten zur Verfügung gestellten Informationen neu zu bewerten, beispielsweise die Bedeutung eines Stadtzentrums, die Politisierung von Grenzen sowie Themen, die in Verbindung stehen mit Karten und der digitalen gegenüber der physischen Welt. In Arnsberg ist Map eine dauerhafte Installation in einem Kreisverkehr.

## Ausstellungen
Aram Bartholls Arbeiten waren international in Einzel- und Gruppenausstellungen zu sehen.
Er ist einer der eingeladenen Künstler der 5. Skulptur.Projekte Münster 2017, eine von Kasper König kuratierte und alle zehn Jahre stattfindende Ausstellung, die bisher Künstler wie Nam June Paik, Mike Kelly, Rachael Whiteread, Mark Wallinger oder Rosemarie Trockel präsentierte.
Teil seiner 2016 realisierten Einzelausstellung #remindmelater im Kunstverein Arnsberg, #remindmelater, war unter anderem die Performance Greenscreen Arnsberg, bei der Passanten fast wortwörtlich von einem tragbaren Greenscreen eingefangen wurden.
2011 war Dead Drops Teil der Ausstellung "Talk to Me" am Museum of Modern Art in New York.
Einzelausstellungen:
- 2016 Remind me later - Kunstverein Arnsberg, Arnsberg

- 2015 Point Of View - Babycastles Galleryhe, New York City, NY[33]

- 2014 Hurt me plenty[34] - DAM GALLERY Berlin, Berlin

- 2013 Hello World![35] - Kasseler Kunstverein, Kassel

- 2012 Reply All,[36] DAM Gallery, Berlin, Germany[37]

## Auszeichnungen
Für die Arbeit Random Screen eine ehrenwerte Erwähnung der transmediale Berlin und mit seinem Konzept für die Arbeit Sociial gewann er den 17. Videokunstpreis Bremen. In 2011 wurde die Arbeit "Dead Drops" mit einer lobenden Erwähnung
ausgezeichnet des Ars Electronica Festivals ausgezeichnet.